# Rheinmetall MAN Military Vehicles
Rheinmetall MAN Military Vehicles GmbH (RMMV) — спільне підприємство німецьких компаній MAN Truck & Bus AG та Rheinmetall AG. RMMV є частиною підрозділу автомобільних систем Rheinmetall. Rheinmetall AG володіє 51% акцій RMMV, а решта 49% належать MAN Truck & Bus. RMMV спочатку постачав широкий спектр броньованих і неброньованих транспортних, командних і спеціальних колісних машин силам безпеки та збройних силам Німеччини, але з 2019 року після реструктуризації зосередився на військових і воєнізованих комерційних вантажівках.